# Sinteza Căușeni
El Sinteza Căușeni es un equipo de fútbol de Moldavia que juega en la Divizia B, la tercera división de fútbol en el país.

## Historia
Fue fundado en el año 1992 en la ciudad de Causeni tras la independencia de Moldavia como uno de los equipos fundadores de la Divizia A, la segunda división nacional. Al año siguiente obtiene el ascenso a la División Nacional de Moldavia como subcampeón de liga.
Su primera temporada en primera división también fue de despedida luego de terminar en el lugar 14 entre 16 equipos, quedando a solo un punto de la salvación.

## Palmarés
- Divizia A: 0

- Subcampeón: 1

1992/93